# 叶海亚·本·叶海亚
叶海亚·本·叶海亚（阿拉伯语：‎；？—866年），或称叶海亚二世，是摩洛哥伊德里斯王朝第六位埃米尔，863年至866年在位。
叶海亚二世的统治十分脆弱，国土再度被王族瓜分。叶海亚二世在866年突然逃出其宫殿，随后丧命，死因不明。随后非斯陷入混乱，由阿里·本·奥马尔夺权。